# Montastrea magnistellata
Montastrea magnistellata là một loài san hô trong họ Faviidae. Loài này được Chevalier mô tả khoa học năm 1971.